# Gustav Heidler
Gustav Heidler (7. září 1883 Police – 30. května 1930 Praha) byl český a československý národohospodář a politik; meziválečný poslanec Revolučního národního shromáždění za Československou stranu socialistickou (pozdější národní socialisté).

## Biografie
Vystudoval reálné gymnázium v Kolíně a pak práva na české univerzitě v Praze. Zde byl 18. října 1907 promován na doktora práv. Krátce působil na praxi u zemského soudu v Praze a ve Vídni. Od 1. května 1908 pracoval v Obchodní a živnostenské komoře v Plzni, nejprve jako konceptní praktikant. Zde rovněž vedl národohospodářskou rubriku tamního listu Český deník. Roku 1912 se stává jednatelem Spolku pro průmysl cukrovarnický v Čechách a společně s bratrem Ferdinandem Heidlerem byli členy Československé cukerní komise. Zasloužil se o výstavbu Výzkumného ústavu cukrovarnického. Za první světové války působil v protirakouském odboji (člen Maffie) a zajišťoval kontakty s Nizozemskem. Za války byl členem Cukerní ústředny ve Vídni. Koncem války předložil během jízdy vlakem z Plzně Jaroslavu Kvapilovi návrh, aby se osobnosti českého uměleckého a veřejného života vyjádřily k budoucnosti státoprávního uspořádání, čímž se zrodil Manifest českých spisovatelů.
Po vzniku samostatného státu vznikla již 2. listopadu 1918 Československá komise cukerní a Gustav Heidler byl jejím vedoucím jednatelem. Roku 1919 se podílel na vzniku Ústředního spolku československého průmyslu cukrovarnického. Inicioval založení Výzkumného ústavu československého průmyslu cukrovarnického v Praze.
Od roku 1918 zasedal v Revolučním národním shromáždění. Byl profesí tajemníkem. Stál v čele skupiny Česká demokracie, soustředěné okolo stejnojmenného listu a tvořené aktivisty, kteří se předtím odštěpili od Národní strany svobodomyslné (mladočeši). V roce 1919 opustil Československou stranu socialistickou.
Po vzniku republiky byl členem bankovního výboru ministerstva financí (až do vzniku centrální banky) a od roku 1924 Národohospodářského ústavu při České akademii. Byl také jednatel Ústředního spolku československého průmyslu cukrovarnického,prokurista Společnosti pro pěstění řepového semene a člen Pánského klubu.
Zemřel v květnu 1930 v podolském sanatoriu v Praze. Zemřel náhle, po lehčí operaci.

## Rodina
Narodil se v rodině správce šternberského velkostatku v Polici. Jeho děd Ferdinand Heidler, i strýcové Josef Koudela a Friedrich Heidler, byli poslanci Moravského zemského sněmu. Jeho bratry byli historik Jan Heidler, národohospodář Ferdinand Heidler, politik národně socialistické strany a ministr obchodu Československa v letech 1919–1920 a Artur Heidler, advokát. Měl tři děti – syna, teologa Alexandera Heidlera, a dvě dcery; jeho vnukem je politik Cyril Svoboda.